# Équipe cycliste De Dion-Bouton
L'équipe cycliste De Dion-Bouton, est une équipe cycliste française de cyclisme professionnel sur route, maillot blanc et bleu, active entre 1929 et 1959, sponsorisée par la sociéte De Dion-Bouton.

## Principaux résultats

### Classiques
- Paris-Contres 1929 (Ernest Neuhard)
- Paris-Belfort 1935 (Louis Hardiquest)
- Tour des Flandres 1936 (Louis Hardiquest)
- Liège-Bastogne-Liège 1939 (Albert Ritserveldt)
- Critérium national 1946 (Kléber Piot)

### Bilan sur les grands tours
- Tour de France[note 1]
  - Victoires d'étapes
  - 6e étape du 1937 (Gustaaf Deloor)

- Tour d'Espagne
  - 1936 :
    -  Classement général (Gustaaf Deloor)
    - 2e, 4e et 6e étapes (Gustaaf Deloor)

### Championnats nationaux
- Champion de Belgique sur route indépendants 1937 Albert Ritserveldt

## Effectifs
- 1929[1].
  - Marius Gallottini
  - Ernest Neuhard

- 1933
  - André Aumerle

- 1934
  - Gustaaf Deloor

- 1935
  - Louis Hardiquest
  - Joseph Huts

- 1936
  - Gustaaf Deloor
  - Louis Hardiquest

- 1937
  - Gustaaf Deloor
  - Albert Perikel
  - Albert Ritserveldt

- 1938[2].
  - Albert Perikel
  - Albert Ritserveldt

- 1939
  - Louis Hardiquest
  - Albert Perikel

- 1940
  - Louis Hardiquest

- 1946
  - Kléber Piot